# 餘祭
餘祭（？—前544年），姬姓，《春秋左氏传·襄公三十一年》称之为戴吳，壽夢之子，諸樊之弟。前548年十二月，諸樊去世，他繼承了吳國王位，在位時間4年（前547年─前544年，《史記》作前547年─前531年，此處從《左傳》）。
餘祭三年时齊国罪相慶封前來投靠，于是給他朱方縣當奉邑，且把女兒嫁給他，讓慶封變得比在齊國時更富有。四年命季札出使鲁国、齐国、晋国。
依《史記》記載，餘祭十年楚靈王召集諸侯攻打朱方，吳國反擊時佔領了棘、櫟、麻三城，十一年楚國攻打吳國，至雩婁，十二年楚复来伐吴在乾谿被擊敗。十七年时，吴伐越国，得到一個俘虏，命他為「阍」（警衛），負責看守船隻，餘祭去觀賞船隻時，被「阍」以刀刺殺而死。依《左傳》記載，餘祭在位僅四年，與《史記》的記載不合。

## 子女
- 子：不詳。
- 女：有一女，嫁給齊相慶封(齊桓公曾孫)，贈予他朱方縣當奉邑。